# ياسين ضياء
الجنرال یاسین ضیاء يُعرف أيضًا باسم محمد ياسين ضياء هو ضابط وسياسي عسكري أفغاني. وهو رئيس الأركان العامة السابق، ونائب وزير الدفاع السابق، والحاكم السابق لولاية تخار في أفغانستان. كما عمل ضياء كرئيس لوحدة مكافحة الإرهاب في أفغانستان (2011) ونائب مدير المديرية الوطنية للأمن (2011-2015).
كما أنه حاصل على إجازة في الشؤون العسكرية والاستخباراتية وخلفية في الجمعية الإسلامية الأفغانية.

## المسار الوظيفي

### محافظ وحاكم
تم تعيين ضياء حاكمًا على تخار في 12 أكتوبر 2015. ربما كان هذا بسبب معركة قندوز (2015) ويمكن اعتباره محاولة للتأكد من أن طالبان لن تكرر نجاحها في تخار. وعمل معه فريد زكي نائبا للمحافظ. بصفته حاكمًا لعب دورًا حاسمًا في عمليات قمع تمرد طالبان في تخار ومقاطعة قندوز المجاورة. بالإضافة إلى ذلك تنكر للقبض على محاميين يتقاضيان رشوة.
استقال ياسين ضياء من منصبه كحاكم في 28 مايو 2017 لأسباب شخصية. أصبح نائب مستشار الأمن القومي بحلول ديسمبر 2017. أثناء تعيينه، تمت ترقيته أيضًا من رتبة لواء إلى فريق.
لعب ضيا أيضًا دورًا كبيرًا في محاولة الحد من النشاط غير القانوني والفساد في الشرطة المحلية الأفغانية، بما في ذلك تكميل الدخل من خلال وسائل غير قانونية. كما تعامل مع العلاقات غير اللائقة مع الجماعات المسلحة الأخرى غير النظامية. وشمل ذلك إرسال رسالة إلى القادة بعدم بيع الأسلحة الممنوحة لهم لجماعات مسلحة أخرى ومواجهة قائد مجموعة مسلحة في منطقة بحراك تخار بشكل شخصي. ومع ذلك فقد قال إن الكثير من المشكلات هو أن العديد من الأشخاص لديهم ميليشيات شخصية، مما يحول الحرب في أفغانستان إلى حرب داخلية. كما اعتقد ضياء أن البرنامج قد فشل.

### نائب وزير الدفاع ورئيس هيئة الأركان العامة
تمت ترقية ضياء إلى منصب نائب وزير الدفاع في 27 مارس 2019. وكان المنصب سابقًا شاغرًا لفترة طويلة من الزمن. بصفته نائبًا للجنرال تم تعيين ضيا في عاصمة تخار طالوقان، لدفع متمردي طالبان بعيدًا وإصلاح هيكل قيادة القوات الأفغانية وتحسينه. كانت طالبان على بعد ستة أميال وشنت هجومًا في الشهر السابق من تعيينه. وزعم المتظاهرون أن المدينة على وشك الانهيار. قال بعد ذلك لم يعد هناك تهديد. ثم أصبح رئيس أركان الجيش عام 2020، وأخلي منصب نائب وزير الدفاع.
كما تولى ضيا منصب وزير الدفاع بالوكالة في 19 مارس 2021، بينما كان أسد الله خالد مريضًا ودخل المستشفى. في مايو 2021 قاد بنفسه القوات الحكومية على بعد 120 كيلومترًا (75 ميلًا) من كابول وحول مهتارلام عاصمة مقاطعة لغمان. كانت طالبان قد استولت سابقًا على نقاط التفتيش الأمنية حول المدينة وسيطرت على منطقة دولت شاه على بعد 75 كيلومترًا (47 ميلًا) إلى الشمال. كما تقدمت طالبان أيضًا إلى السجن المركزي في ولاية لغمان داخل المدينة. بعد ذلك قال ضيا إن الأمن يتحسن وأن طالبان تعرضت للهزيمة. تم استبداله بالوالي محمد أحمدزاي كرئيس للأركان العامة وبسم الله خان محمدي كوزير للدفاع بالوكالة وسط تصاعد القتال مع طالبان في 19 يونيو 2021.
بينما اتهم ياسين ضيا رئيس الأركان طالبان بعدم قطع علاقاتها مع القاعدة، كما تعهدت بذلك في إطار اتفاق الدوحة بينها وبين الولايات المتحدة. قال ضياء إنهم لم يقطعوا العلاقات ولديهم علاقات مع جماعات إرهابية أخرى، من الواضح أنهم يعملون معًا في المناطق. قال إن المنظمات أصبحت مثل الأسرة على مدى السنوات العديدة الماضية وأعرب عن شكوكه في أن الأمور ستتغير.